# Verdensmesterskabet i fodbold 2022 - finalen
Finalen om verdensmesterskabet i fodbold 2022 er den 22. finale siden turneringens etablering i 1930. Kampen skal blev spillet den 18. december 2022 på Lusail Stadium i Qatar's anden største by Lusail, og skulle finde vinderen af VM i fodbold 2022.
Dette var Argentinas sjette gang i VM finalen, og Frankrigs fjerde. Argentina vandt verdensmesterskabet efter at have vundet over Frankrig 4-2 i straffesparkskonkurrence. Vinderen af verdensmesterskabet kvalificerede sig til Confederations Cup 2022, hvilket betyder at Argentina nu er kvalificeret.

## Stadion
Tekst mangler, hjælp os med at skrive teksten

## Kampen
| 18. december 2022 18:00 AST |

| Argentina                               | 3–3                      | Frankrig                                   |
| --------------------------------------- | ------------------------ | ------------------------------------------ |
| - Messi 23' (str.), 108' - Di María 36' | Rapport                  | - Mbappé 80' (str.), 81', 118' (str.)      |
|                                         | Straffesparkskonkurrence |                                            |
| - Messi - Dybala - Paredes - Montiel    | 4–2                      | - Mbappé - Coman - Tchouaméni - Kolo Muani |

| Lusail Stadium, Lusail Tilskuere: 88.966 Dommer: Szymon Marciniak (Polen) |